# مطار دارين
مطار دارين أو مطار الرفيعة ويسمى بحسب الوثائق البريطانية قوة الطيران الحجازية النجدية بجزيرة دارين ومحطّة دارين الجوّية،  هو مطار أثري وتاريخي، يقع في دارين جنوب غرب جزيرة تاروت التابعة لمحافظة القطيف شرق المملكة العربية السعودية. لا يوجد تاريخ دقيق لزمن بناء المطار تحديداً، ولكن يُرجّح بأن المطار قد أُنشِئ في عام 1329هـ/1911-1912م خلال الحرب العالمية الأولى. مطار دارين مطار عسكري ويعتبر أقدم وأول مطار في تاريخ السعودية، وأول مطار في الخليج العربي من بعد مطار المنامة بالبحرين وكانت تهبط طائرة أسبوعياً في مطار دارين آتيةً من مطار القضيبية الواقع في المنامة. توقف عن العمل عام 1932م وهجر عام 1939م ولم يتبقَ منه سوى غرفة مستودع الوقود وهي مُنعزلة عن المبنى والمدرج الذي كان يبعد مسافة 600 متر من ساحل البحر. تُرِكت الحجرة الأخيرة دون عناية من خلف سياج ولوحة تعريفية، دعا تهددها بالانهيار المؤرخين والباحثين التاريخيين إلى مطالب بترميمها وفتحها للزوار.

## الجغرافيا
يقع مطار دارين في جزيرة دارين في محافظة القطيف، بالمنطقة الشرقية. يبعد مطار دارين 600 متر عن ساحل شاطئ الرملة البيضاء. وتأخذ المساحة الواقع عليها المطار قطعة كبيرة من الساحل تمتد بشكل طولي، وتمتاز أرضها بالصلابة والشدة والانبساط نتيجة تشبع تربتها الرملية بالماء، في حين أن هذه القطعة من الأرض تتصف بخلوها من الصخور والموانع الطبيعية، يبلغ إجمالي مساحتها قرابة 1 كم2. يحد المطارَ شرقاً البحر، وشمالاً مزرعة الكويتي، ومن جهة الغرب شارع الرّياض، ومن جهة الجنوب دارين، ويبعد المطار عن موقع نادي الجزيرة الحالي بدارين قرابة 300 متر.

## التخطيط

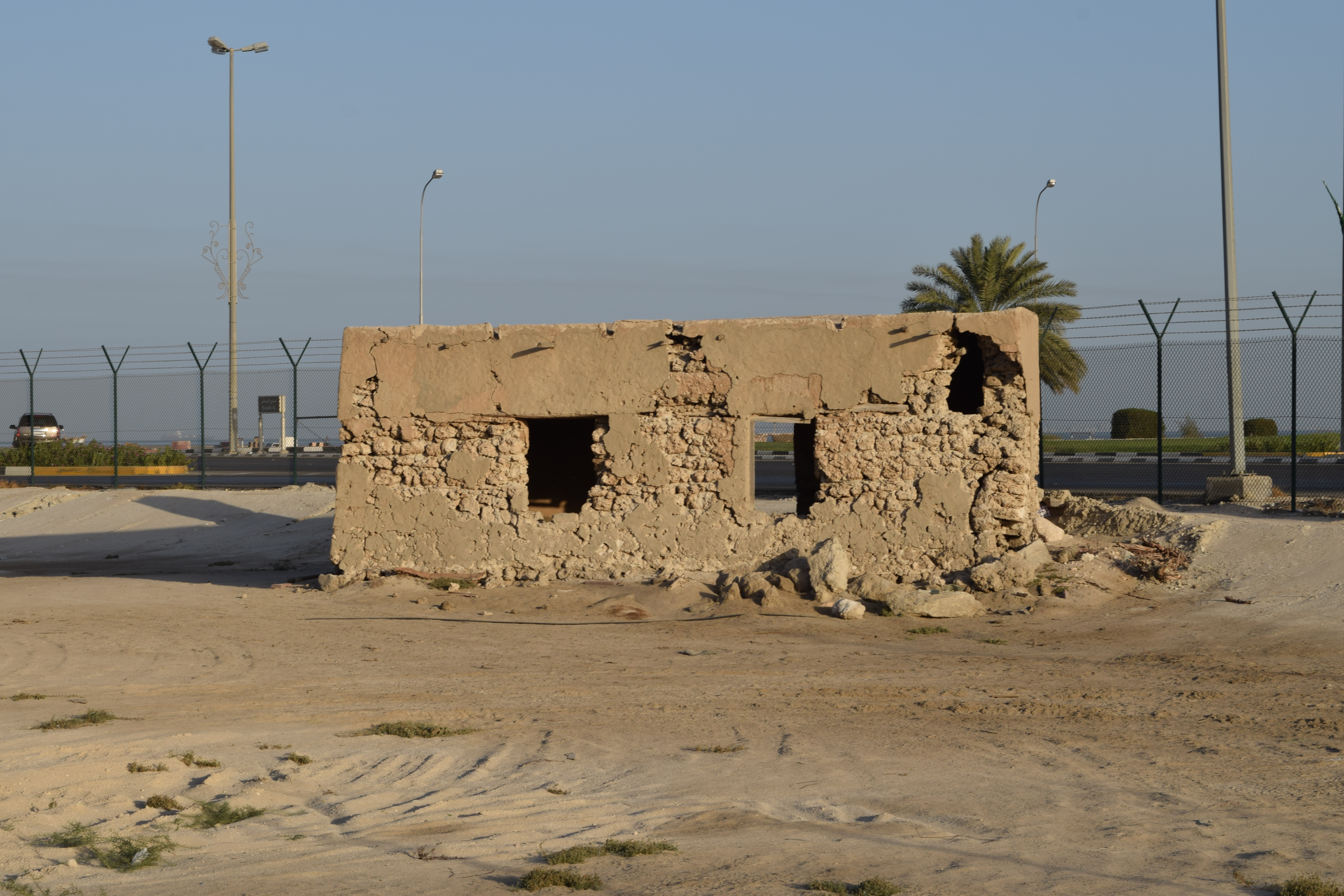
بقايا غرفة الحراسة بالمطار.

يتكوّن المطار قديماً من 3 غرف صغيرة مستطيلة الشكل، غرفتان منهما متجاورتان، والغرف مبنية من الطين والحجارة البحرية والفرش، وبالجوار ينتصب بين الغرفتين من الجهة الغربية عمود من الخشب يسمى البنديرة يُعلق في أعلاه فانوس كيروسين للإضاءة بواسطة حبال لإرشاد الطائرات ليلاً، ويُثبّت في قاعدة من الحجارة والصخور البحرية الطينية، تبعد البنديرة عن غرفتي المطار مسافة تزيد عن 100 متر تقريباً باتجاه الغرب ويبلغ ارتفاعه 20 متراً، وقد أزالته بلدية تاروت في عام 1970م. وهناك غرفة أخرى متطرفة تقع شمال غرب البنديرة، ولا تزال هذه الغرفة هي الوحيدة الموجودة حتى الآن، وكانت حتى وقت قريب تضم عدة أجزاء من طائرة قديمة مفككة ومخزنة.

## الإنشاء
يُعتقد بأن عبد الله بن خليفة البنعلي الملقب بالشاووش -أحد كبار السن من أهالي دارين- كان مشهورا وخبيراً في سقب وتثبيت صواري السفن الشراعية الكبيرة، ونظراً لضخامة حجم العمود الخشبي، وتعذر رفعه على فريق العمل المكلف ببناء المطار، وتثبيت البنديرة في موضعها رغم تكرار العديد من المحاولات الفاشلة؛ لذا استعانوا بالشاووش الذي حفر حفرة عميقة عند قاعدة العمود الخشبي، وربط قمة العمود بثلاث شعب من الحبال القوية، كان الأيمن والأيسر من هذه الحبال حبلاً مفرداً، ومخصصاً لموازنة العمود أثناء عملية الرفع، وأما الحبل الأوسط فقد كان حبلاً مزدوجاً يمر من خلال بكرة، ووظيفة هذه البكرة تسهيل عملية شد الحبل بشكل تدريجي، وإتمام مهمة رفع العمود.
وبالفعل أدار الشاووش عملية رفع البنديرة بنجاح، واستطاع تثبيت العمود في موضعه المحدد، فتم التصفيق له، ومكافأته بالتعاقد معه لتزويد المطار بالماء يومياًّ مقابل مبلغ مقطوع من المال، وبعد ذلك أتم البناؤون إنشاء قاعدة بيضاوية من الحجارة والطين ارتفاعها مترين تقريباً، تحيط بأسفل العمود، وبذلك انتصب هذا العمود في ساحة مطار دارين ليرفع عليه مصباح كيروسين لإرشاد الطائرات ليلاً إلى موقع الهبوط.

## تاريخ الطيران في المنطقة
أول مشاهدة لأبناء المنطقة الشرقية للطائرات كانت قديمة؛ فقد وقفنا على رسالة من الملك عبد العزيز بن عبد الرحمن آل سعود، محررة عام 1924م، أي بعد فتح الأحساء والقطيف بمدة لا تزيد عن عشر سنوات فقط يذكر فيها الملك خبر تحليق عدد من الطائرات الإنجليزية في أجواء الساحل الشرقي، وفيما يلي نص الرسالة:
من عبد العزيز إلى صاحب السعادة (الكرنل بريدوكس) رئيس معتمدي حكومة بريطانيا في الخليج.
نخبركم أنه وردت إلينا تقارير متعددة من وراء الساحل ورؤساء العشائر يخبرون أنهم رأوا طائرات محلقة فوق سواحلنا البرية، ولما كان ذلك يؤدي إلى تشويش الرعية، وتأويل الأمر بتأويلات شتى، أطلب أن ترفعوا إلى حكومتكم المعظمة بأني لا أرى أن تحلق الطائرات فوق بلادي دون إذن سابق منا.
ختم: عبد العزيز
بينما كانت أول معرفة لأبناء المنطقة الشرقية بالطائرات كانت عندما أنشأت الحكومة السعودية مدرسة لتعليم الطيران في جزيرة دارين واشترت  4 طائرات بريطانية الصنع من طراز ويستلاند وابيتي مارك 2 وذلك في 29 رجب، 1348هـ - 30 كانون الأول/ديسمبر، 1929م، إلا أن المشروع الدراسة تعثر بسبب كثرة الحوادث والصعوبات الفنية واللوجستية في الصيانة والحصول على قطع الغيار،  وقد تم نقل المشروع والطائرات المتواجدة البالغ عددها 4 إلى مطار جدة وذلك في 15 سبتمبر 1930م.

## علاقة بريطانيا بمطار دارين

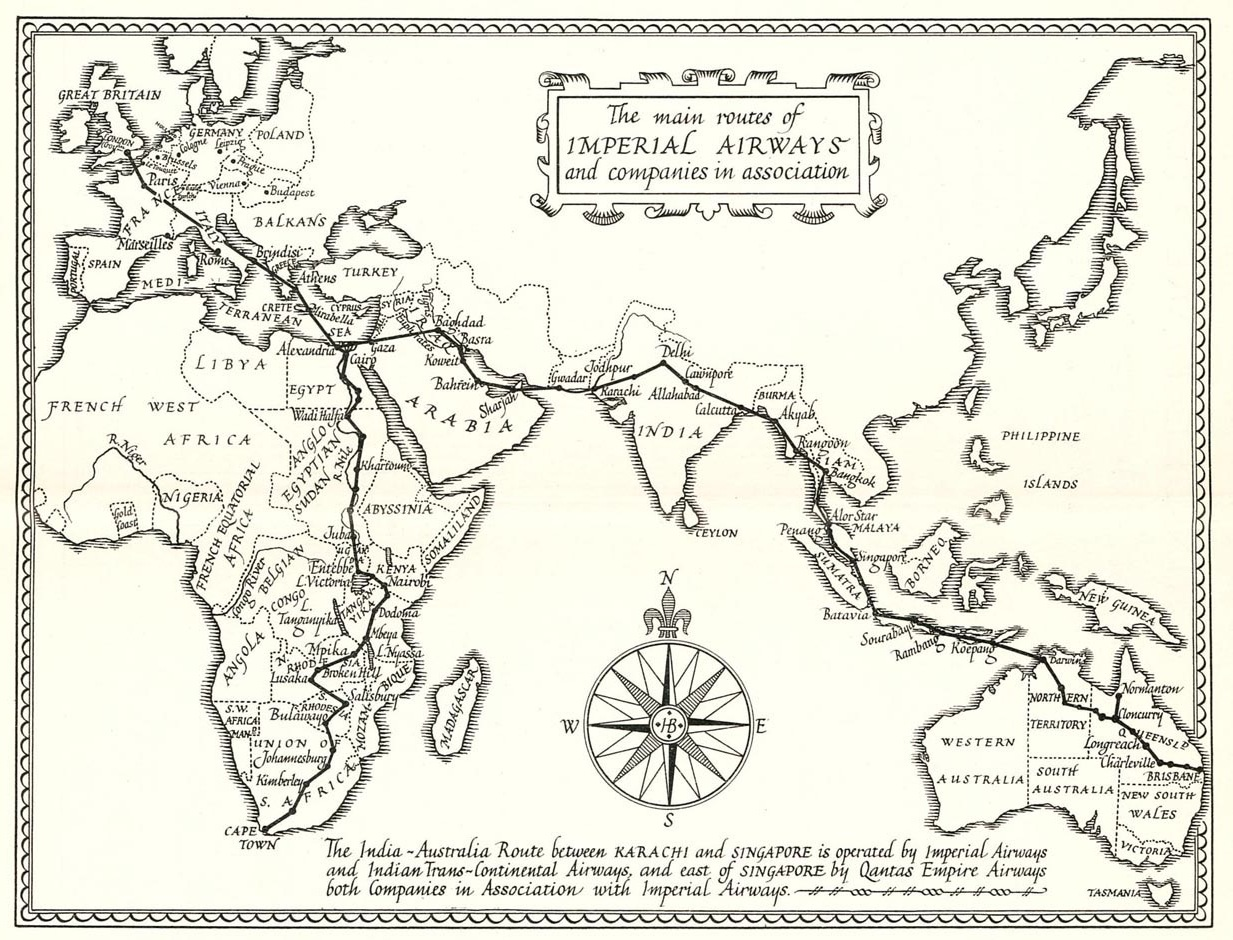
مطار دارين إحدى محطّات الخطوط الجوّية الإمبراطوريّة الإنجليزيّة باسم محطّة مطار دارين الجوية.

أتت السفينتان الحربيتان الإنجليزيتان (لابوينغ وبحرين) بقيادة الكابتن غولد سميث والسفينة الحربية البخارية (ردبرست) بقيادة كابتن لويس ماليت تعسكران قريباً من سواحل القطيف، ورأس تنورة ودارين خلال الفترة من 1908-1912م أي خلال السنوات الستة السابقة لعام 1914م، وهو العام الذي بدأت فيه الحرب العالمية الأولى، خلال هذه الفترة الواقعة بين (1908م - 1912م). وكان مدير قضاء القطيف العثماني (القائم مقام) يقاسي الأمرَّين نتيجة ازدياد وتيرة وكثافة هجمات رجال البادية من قبليتي (سبيع والعماير) على واحة القطيف وقراها، ومما زاد الطين بلة تجلي التدخلات الإنجليزية في قضاء القطيف من خلال عرض السفن الحربية الإنجليزية على المدير التركي التدخل للحماية والحد من تلك الهجمات.
ومن المؤكد أن القادة الإنجليز لم يكونوا حريصين على بقاء السلطة العثمانية في المنطقة، وإنما هذا الحرص كان محاولة منهم لخلق الذرائع والحجج لكسر الاتفاقيات الرسمية بين الدولتين، والتي تقضي باعتراف إنجلترا بتبعية مجمل الأراضي القطيف والاحساء وقطر للدولة العثمانية. لذا كان أي طلب تتقدم به الدولة العثمانية لطلب المساعدة، يمكن أن يفسر على أنه عجز عن السيطرة على هذه الأراضي، وبالتالي توجد بريطانيا لنفسها المبرر للتدخل بحجة الحفاظ على أمن رعاياها وتجارتها في المنطقة.

### تأسيس المطار
استغلت بريطانيا دخول القوات السعودية إلى واحتي الأحساء والقطيف عام 1913م كذريعة للتحرك مباشرة، وإنزال الجنود المرابطين في السفينتين الحربيتين (لا بوينغ وبحرين وردبرست)، وبالتالي إتمام تأسيس مطار دارين عام 1914م، كموضع قدم أولاً، ثم لشغل الفراغ الذي خلفه انسحاب العثمانيين من المنطقة. فالملك عبد العزيز بن عبد الرحمن آل سعود مؤسس المملكة العربية السعودية لم يكن بعد، يمتلك الخبرة في مجال الطيران، وبالتالي لم يكن قادراً على تأسيس مطار، أو تفعيل سلاح طيران لاستخدامه في هذه المنطقة كذلك فإن الروايات الشفهية باستطاعتها أيضاً، إرشادنا إلى أصل نشأة هذا المطار، وذلك بتكرار ربط تأسيسه بانجلترا في أكثر من موضع ومناسبة، فقد أورد المؤرخ علي الدرورة في كتابة (من تاريخ جزيرة تاروت) نقلاً عن روايات أهالي الجزيرة بأن الإنجليز هم الذين بنو مطار دارين وفي هذا السياق أيضاً نجد أن المؤرخ عبد العظيم المشيخص يذكر رواية أخرى نقلا عن الآباء في كتابه (القطيف وملحقاتها) تذكر بأن الطائرات المتواجد في هذا المطار تتبع بريطانيا ونقلاً عن مذكرات الوجيه عبد الله فؤاد في كتابه (مشوار الإصرار والتحدي)، الذي ذكر فيها بان زوج والدته كان يعمل مترجماً في مطار دارين عام 1932م، وأن هذا المطار كان مرتبطاً في تلك الفترة بجزيرة البحرين المستعمرة من قبل إنجلترا برحلة أسبوعية. وأيضاً ثبوت ارتباط الملك عبد العزيز آل سعود ببريطانيا في عام 1916م باتفاقية دارين الخاصة بالحماية، والتي وجدت مباشرة بضم الملك عبد العزيز لواحتي القطيف والأحساء، كما وتفيد إحدى الروايات الشفهية بأن الملك عبد العزيز آل سعود وقع اتفاقية دارين الشهيرة هذه مع إنجلترا في مطار دارين، وهذه الرواية تدعم فرضية تأسيس المطار في تلك الفترة المصاحبة لإجلاء القوات العثمانية من المنطقة.

## مطار دارين وأزمة القطيف

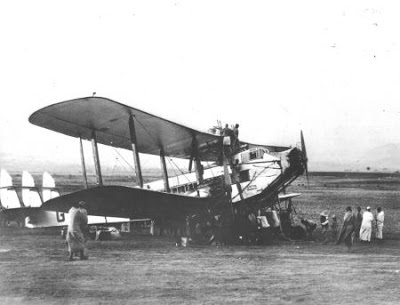
إحدى طائرات الخطوط الجوية الإمبراطورية في مطار دارين.

اضطرت الحكومة السعودية نظراً للظروف الاقتصادية الصعبة ممثلة بمحمد بن عبد الرحمن آل سويلم أمير القطيف خلال الفترة من عام (1913 - 1928م) إلى جمع الضرائب من الأهالي لتمويل مقاتلي الجيش السعودي في منطقة الحجاز وغيرها، وكانت هذه الضريبة تسمى (بالجهاد)، ومع دخول عام 1929م صدرت الأوامر بمضاعفة هذه الضريبة فسميت (بالجهاد المثنى)، ونتيجة لضيق الحال وقلة ما في اليد ثار ملاك مزارع النخيل من أهالي القطيف وقراها، فقد كانت شريحة المزارعين هي الشريحة الأكثر تضرُّرًا نتيجة فرض هذه الضريبة، فتحركت الجموع الساخطة، وحاصرت مقر أمير القطيف في الدرويشية، وفي هذه الأثناء تمكن أحد رجال أمير القطيف من الخروج خلسة من الدرويشية، والوصول إلى جزيرة دارين، وتم إبلاغ إدارة مطار دارين بخبر ثورة الأهالي في القطيف فصدرت الأوامر بتسليح أهالي دارين لتقديم النجدة للأمير المحاصر في القطيف، وإعداد منشورات تحذيرية تلقى بواسطة الطائرة المتمركزة في مطار دارين، وفعلاً تم إعداد المنشورات، وإلقائها على المتمردين فتم التسليم فوراً، فتحرك رجال دارين إلى الدرويشية، وفكوا الحصار عن أمير القطيف، ووفقًا لرواية شاهد عيان فان الطيار الذي حلق بالطائرة كان مواطنًا سعوديًّا من أصل مصري يدعى طلعت.

## نهايته
أُرسلت فرقة من الجيش السعودي في قرابة عام 1963م إلى مطار دارين لإزالة ماتبقى من الطائرات وصناديق القذائف التي كانت لا تزال مخزنة حتى ذلك التاريخ في غرف المطار، وظلت بقايا مطار دارين ظاهرة للعيان وفقاً حتى عام 1970م حيث أزيلت تماما بأمر من بلدية تاروت.

## الترميم والصيانة
- يناير، 2009م: صدرت أوامر من الأمير سلطان بن عبد العزيز بتاريخ 8 يناير، 2009م يقضي بتخصيص موقع مطار دارين ليكون متحفاً متعلقاً بطائرات الملك عبد العزيز.[20]
- يناير، 2015م: بدأت الهيئة العامة للسياحة والآثار بالشرقية في تطوير موقع مطار دارين التاريخي وتخصيصه كمتحف لطائرات الملك عبد العزيز في تاريخ 11 يناير، 2015م حيث شُكّلَت لجنة من عدة جهات لإعادة تطوير المطار.
- مارس، 2016م: بدأ فرع الهيئة العامة للسياحة والتراث الوطني بتسوير موقع المطار بتاريخ 27 مارس 2016م وقد ذكر فرع الهيئة حينها أنه توجد إجراءات وترتيبات مع الشركاء حول تطوير الموقع، ويأتي تحرك فرع الهيئة العامة للسياحة والتراث الوطني بالشرقية بعد أن طالب الأهالي وعدد من الباحثين الأثريين والمهتمين بالآثار بتدخل الهيئة؛ لإعادة ترميم الحجرة التي ما زالت صامدة قبل أن تنهار والتي أصبحت معلماً من المعالم الأثرية في المنطقة.[21]

## معرض الصور

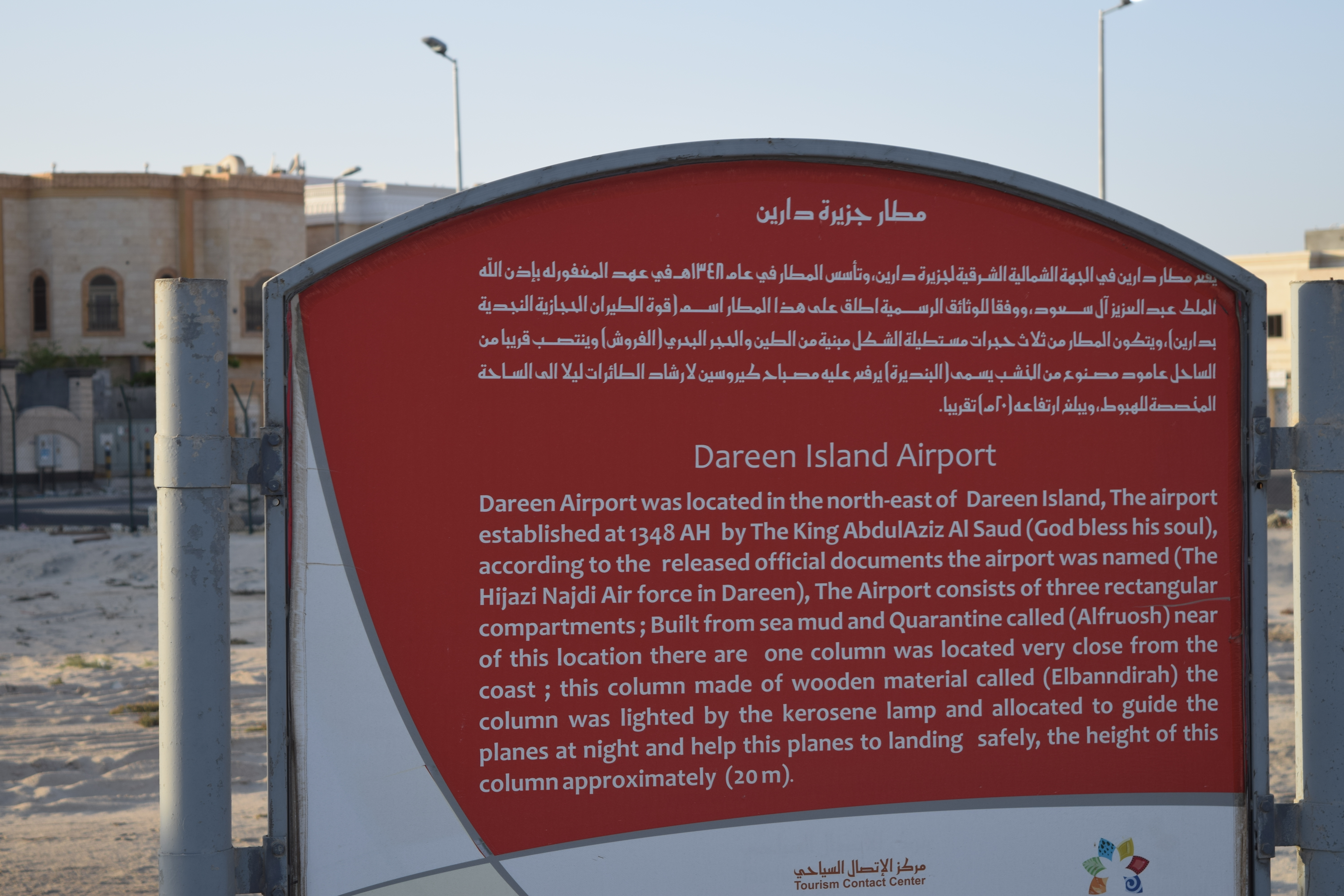
لوحة ارشادية في الموقع
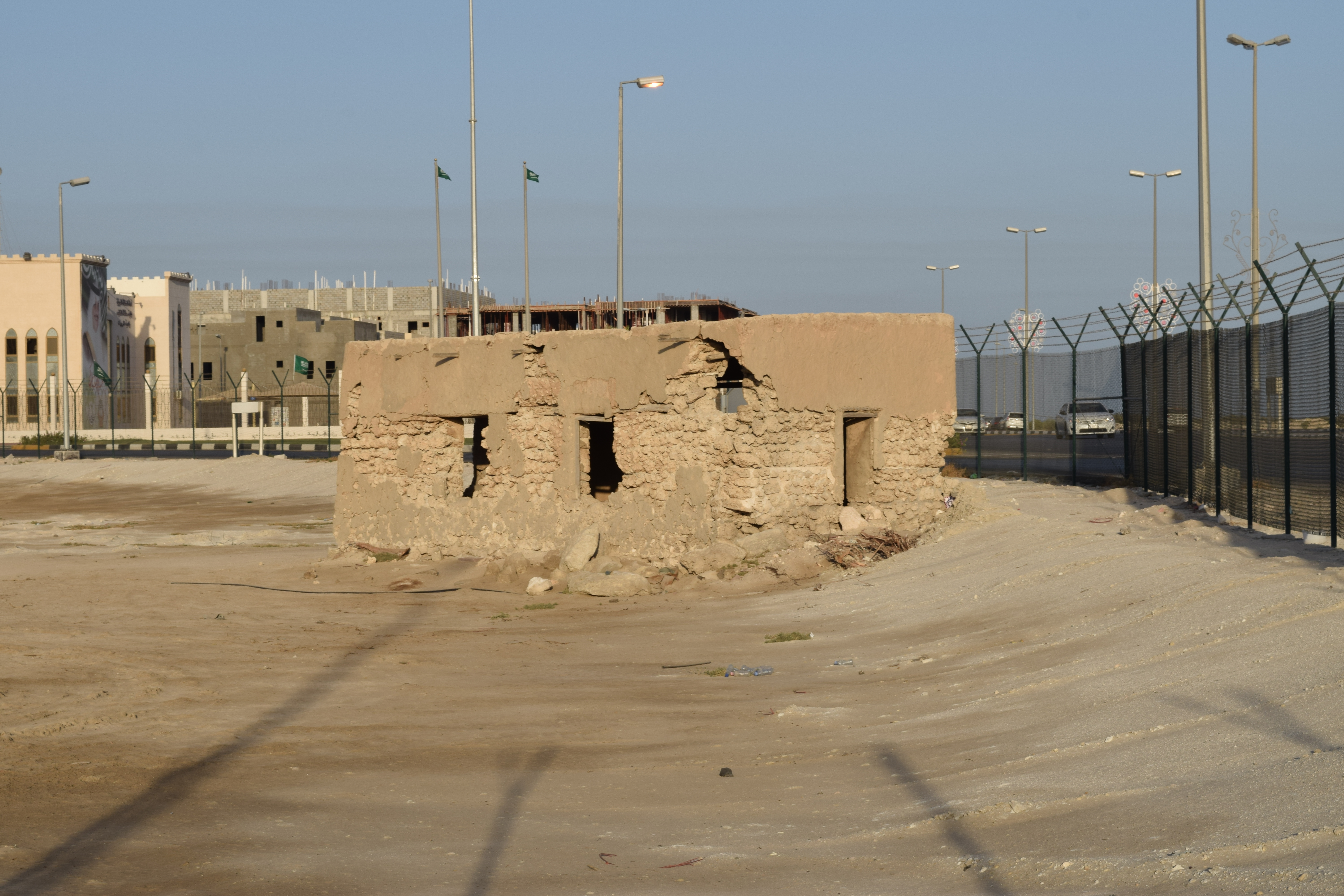
صورة خلفية للغرفة الوحيدة المتبقية من المطار.
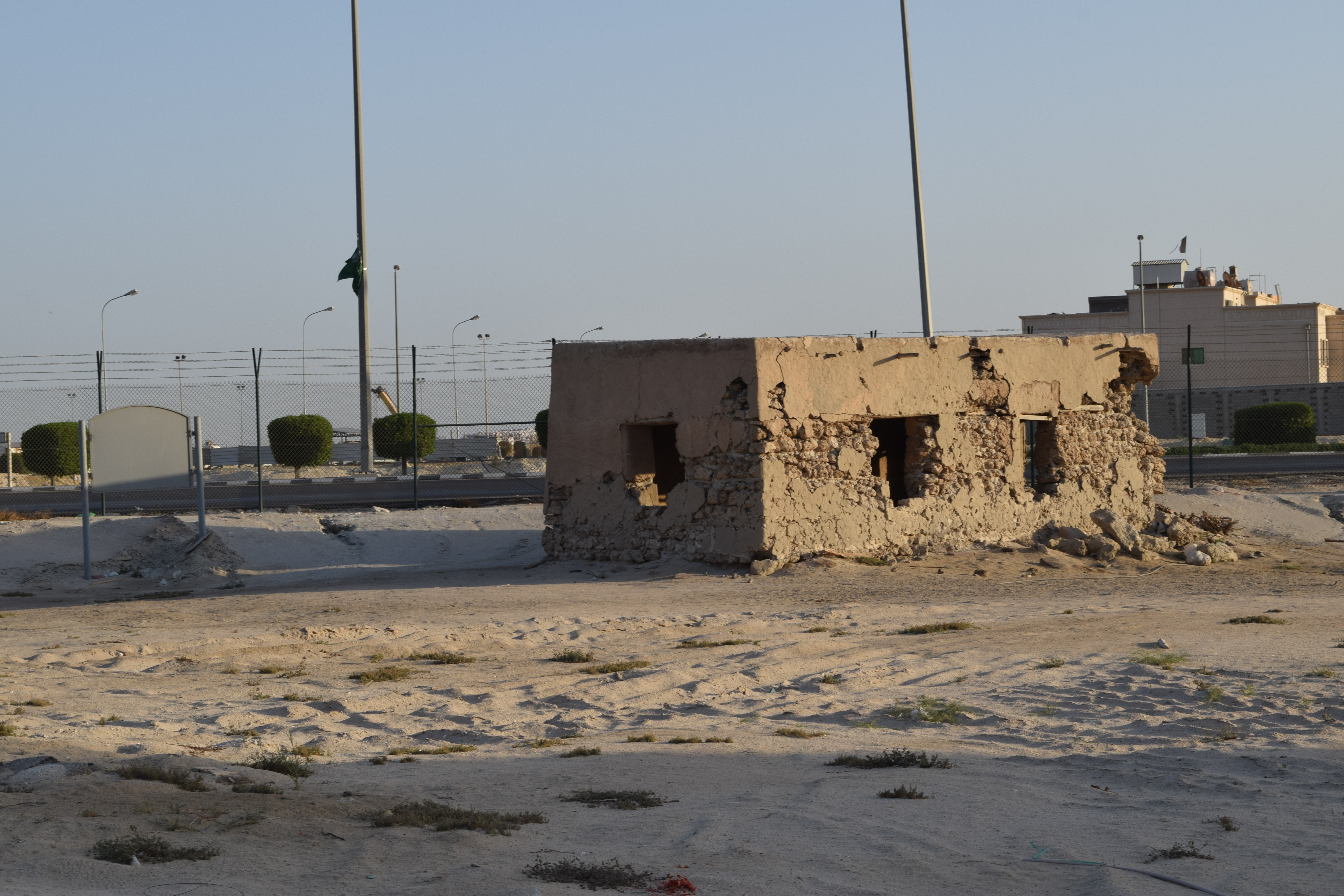
صورة جانبية لنفس الغرفة
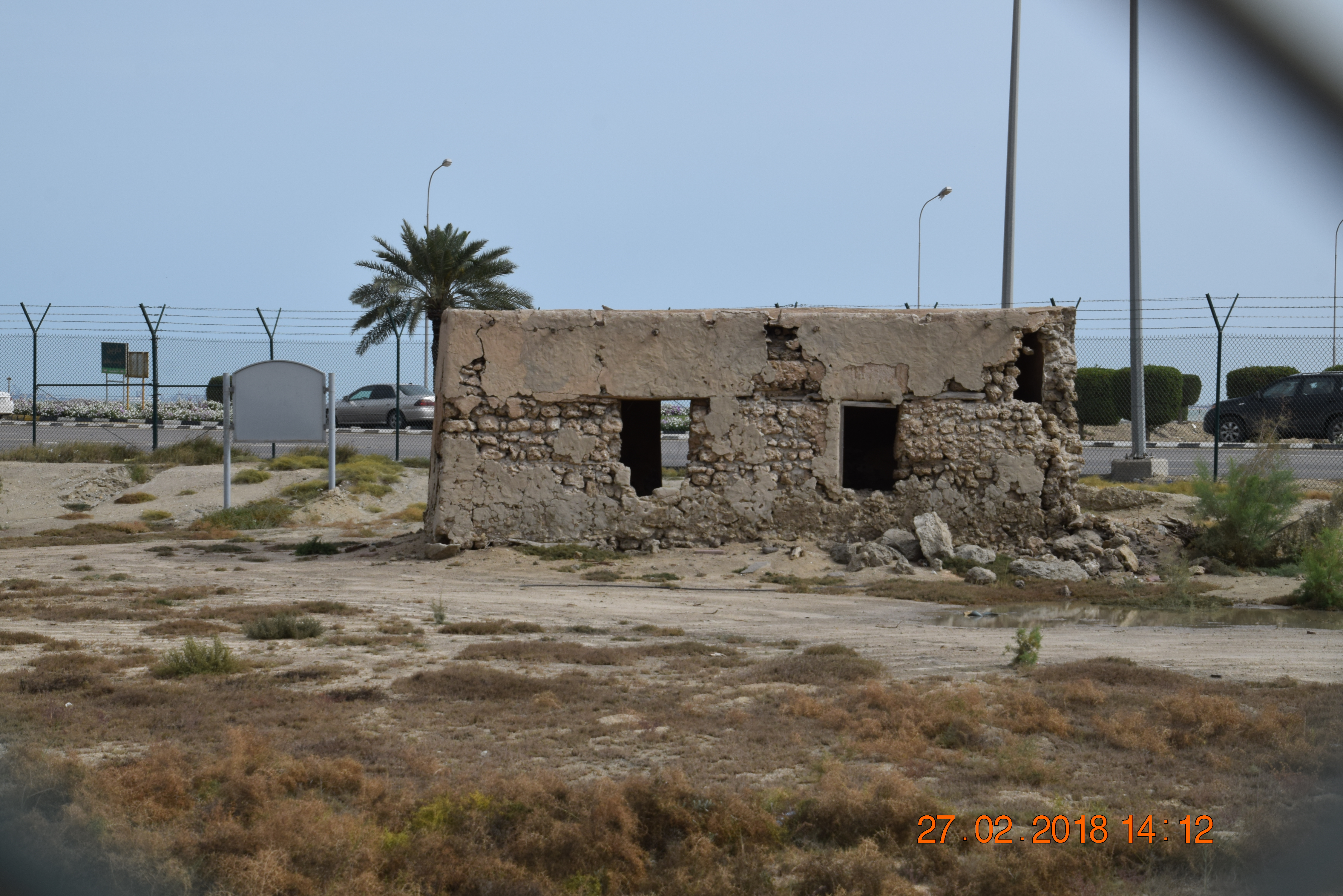
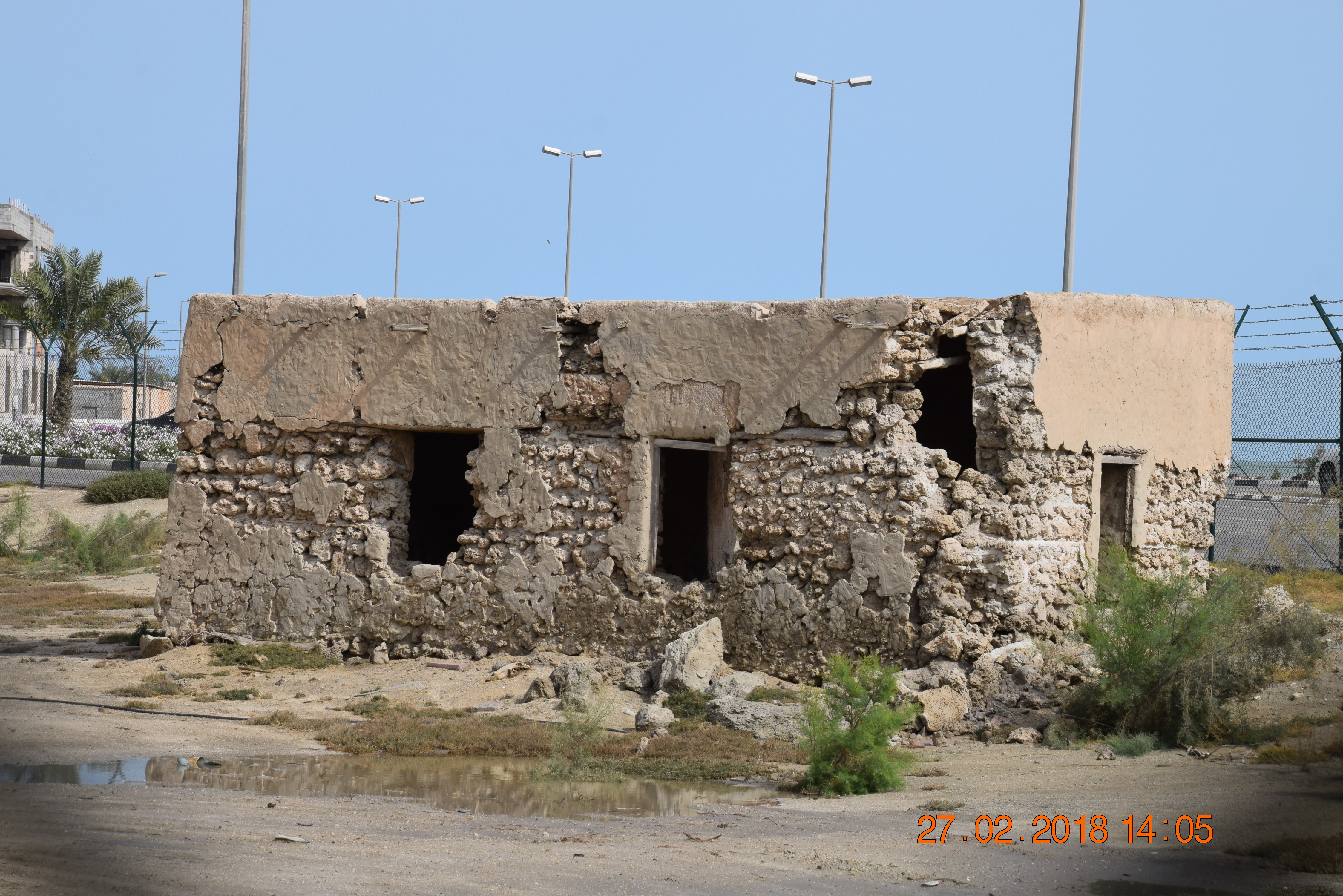

## وصلات خارجية
- موقع الهيئة العامة للسياحة والتراث الوطني الرسمي.
- موقع المطار على خرائط قوقل.